# Zbiór formuł zupełny z uwagi na język
Zbiór formuł zdaniowych X języka pierwszego rzędu J jest zupełny z uwagi na język J wtedy i tylko wtedy, gdy dla każdego zdania A języka J zdanie A jest elementem zbioru CnL(X) lub negacja zdania A, oznaczana ¬A, jest elementem zbioru CnL(X).